# IJssalon
Een ijssalon is een horeca-gelegenheid waar handgeschept ijs genuttigd kan worden. Een Italiaan opende in 1686 in Parijs de eerste ijssalon. Veel mensen hebben een voorkeur voor ambachtelijk gemaakt roomijs. De ijsmakers stellen er een eer in steeds nieuwe smaken te introduceren, naar eigen receptuur.
Veel ijssalons zijn bedrijven van Italiaanse ijsmakers; ze zijn vaak getooid met namen als Roma of Venezia. Italiaanse ijsmakers hebben de bewoners van de Lage Landen kennis laten maken met de koffievarianten espresso en cappuccino.
Een van de eerste ijssalons van Nederland bevond zich in Utrecht. In 1698 opende Lucius Roselli hier een ijssalon annex koffiehuis.
Een vroege variant van de meer moderne ijssalon is "Venezia", eveneens in Utrecht gevestigd. Deze salon werd in 1928 opgericht door de familie de Lorenzo uit het dorp Pieve di Cadore in de Italiaanse Dolomieten. De salon was sinds 1942 gevestigd aan de Voorstraat. Na de sluiting in 2011 is de gehele inventaris opgenomen in de collectie van het Nederlands Openluchtmuseum te Arnhem.

## Afbeeldingen

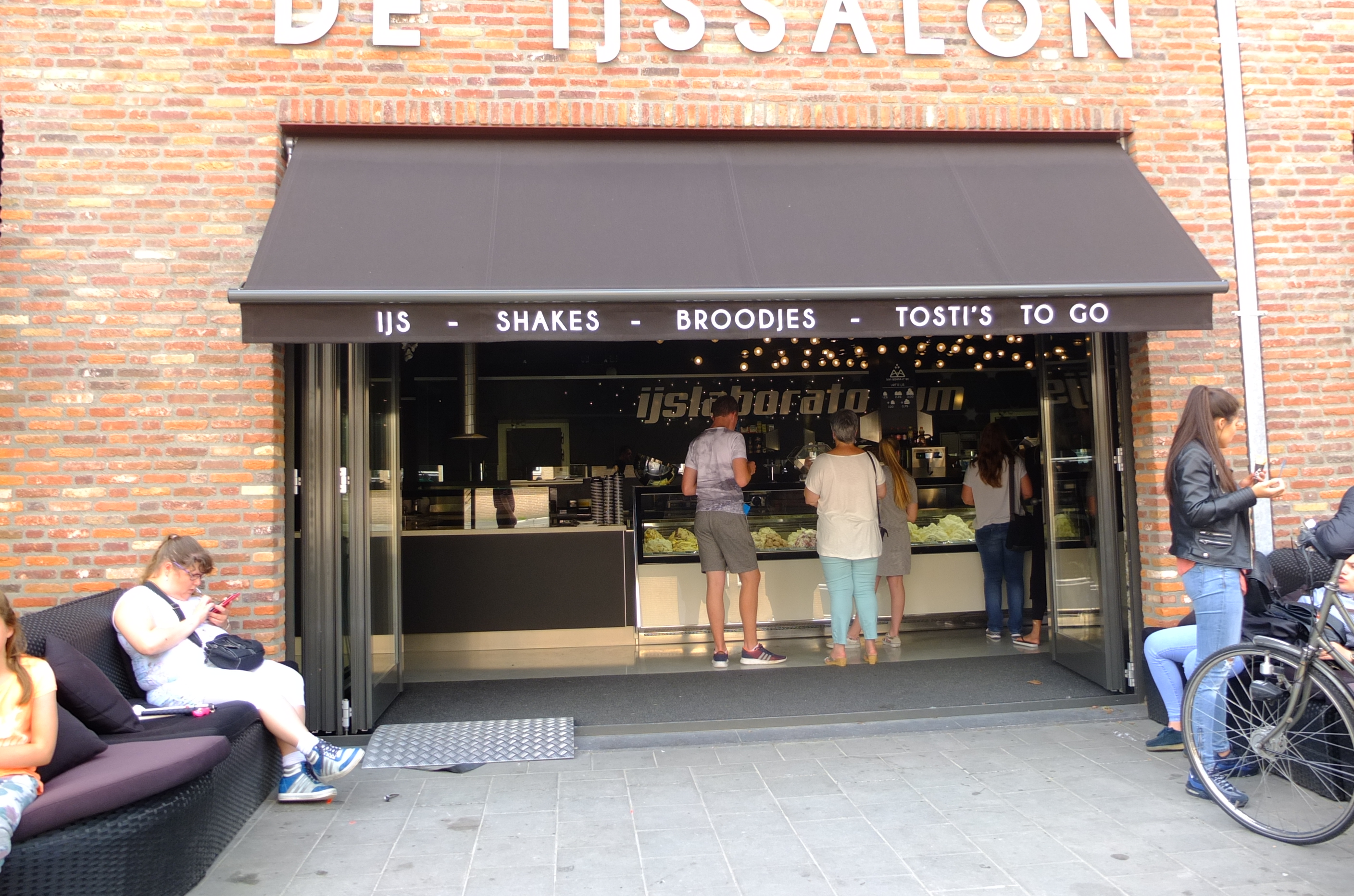
IJssalon in Breda
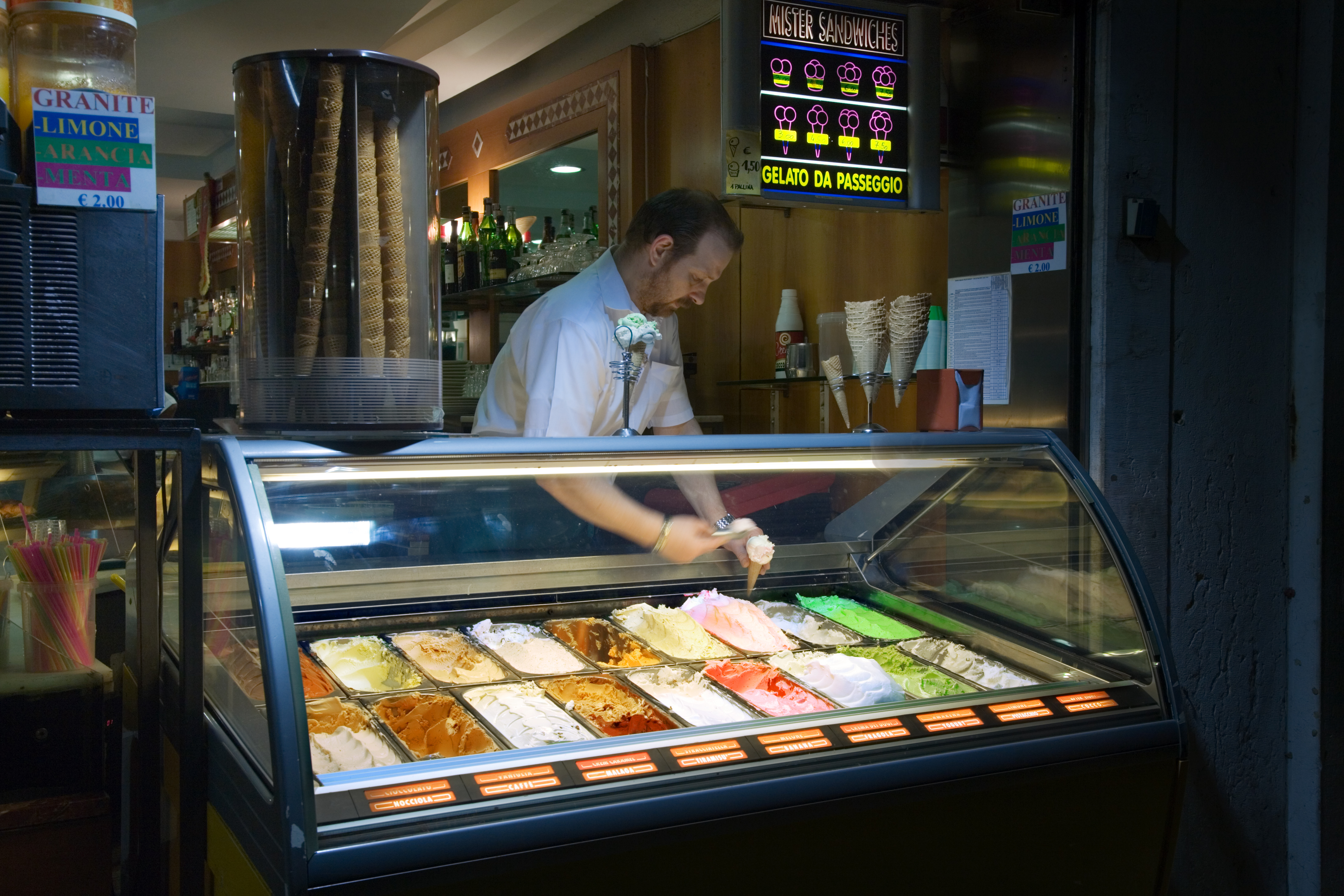
Diverse smaken in een ijssalon in Venetië.
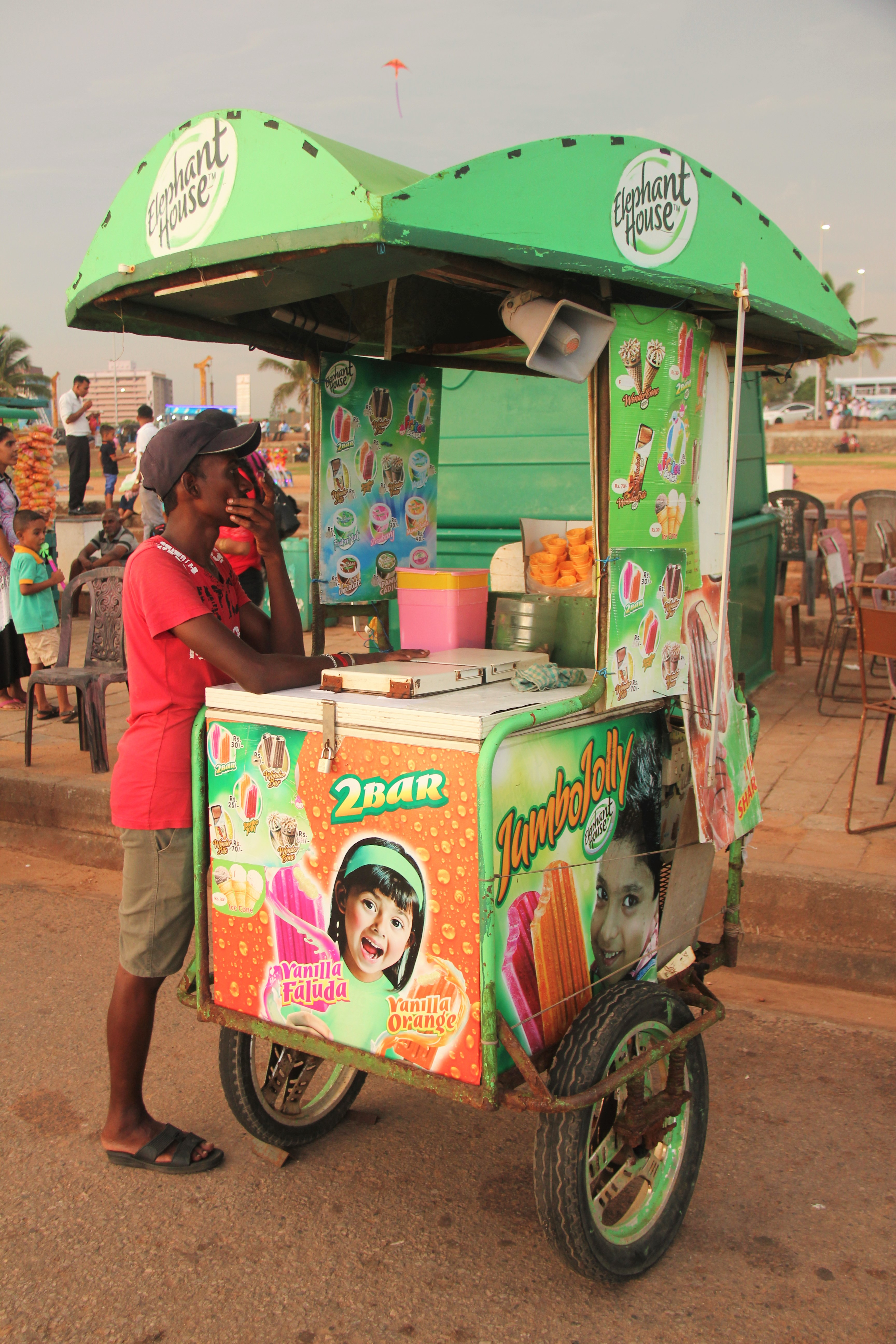
IJskar in Colombo
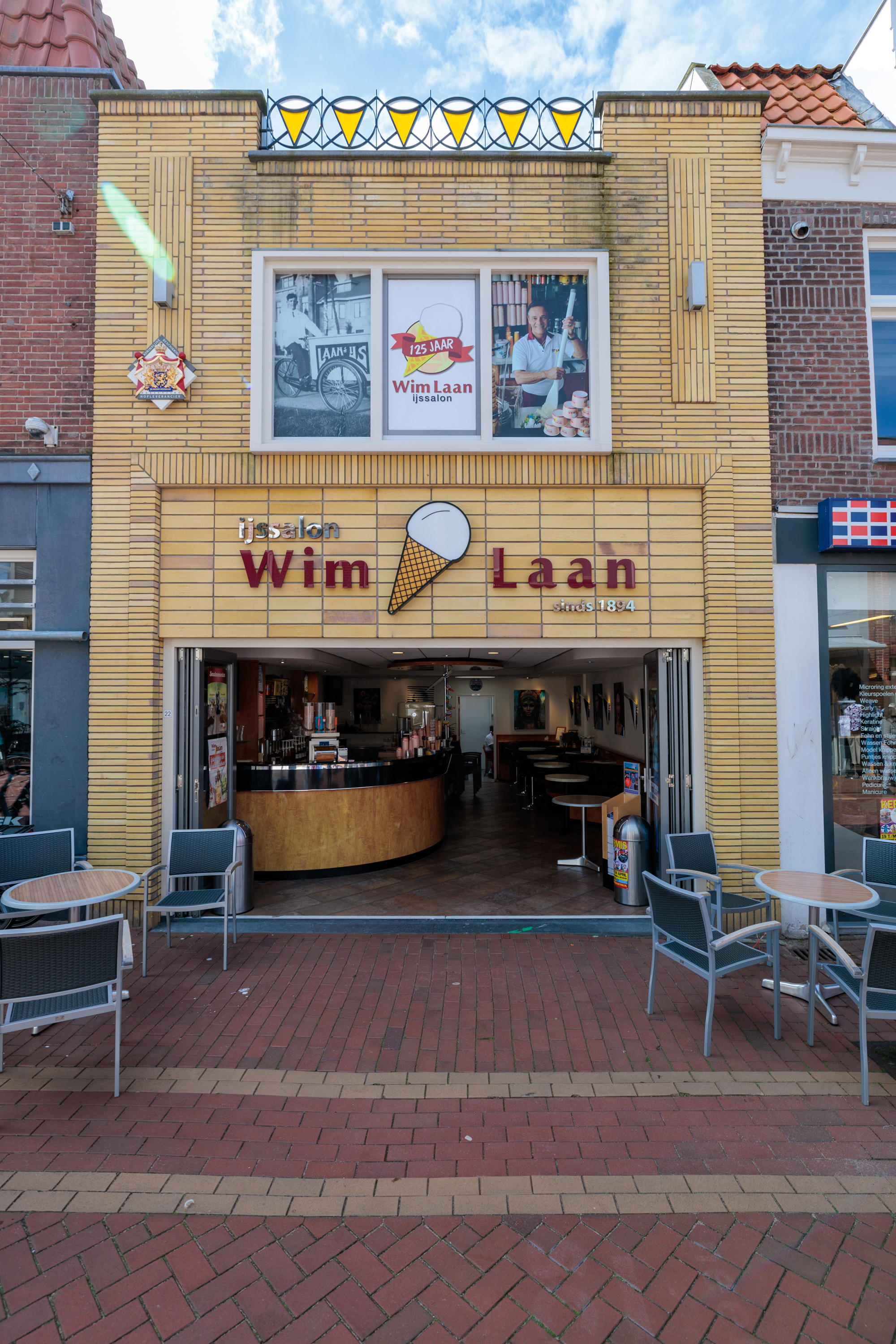
IJssalon in Den Helder